# Lithraeus pyrrhomelas
Lithraeus pyrrhomelas is een keversoort uit de familie bladkevers (Chrysomelidae). De wetenschappelijke naam van de soort werd in 1864 gepubliceerd door Rodolfo Amando Philippi & Philippi.